# 数量化理论
数量化理论（数量化理論、Hayashi's quantification methods），是日本统计数理研究所的原所长林知己夫在1940年代后期到1950年代开发的日本独自的多维数据分析法。
数量化理论有I类、II类、III类、IV类、V类、VI类共6种方法，现在从I类到IV类比较为人所知。

该方法在日本国内开发并得到普及，但是在日本国内，也有很多人提倡使用海外的本质上是同样的方法；由于该方法开发时并没有注意到名称不同但是本质相同的其他方法，如今也有不少对这个方法进行重新评价的例子。
该方法具体为对程度，状态，有无等数值数据（量的データ）和除此之外的质变量（質的データ）进行分析，并对上述数据使用多变量分析的手法，定义质变量之间的类似度（相关系数），并基于此解析数据间的关系。
其中I类为回归分析，II类为判别分析，III类依情况分别对应于主成份分析和因子分析。